# Glorior Belli
Glorior Belli est un groupe français de black metal, originaire de Paris, en Île-de-France.

## Histoire
Glorior Bell est formé à Paris en 2002. Deux ans plus tard, ils sortent leur première démo Evil Archaic Order en juin 2004. Après cette démo, un an plus tard, ils signent avec le label Candlelight Records en 2005, et y publient leur premier album studio, Ô Laudate Dominvs. Ils signent ensuite chez Southern Lord Records puis sortent en 2007, leur deuxième album intitulé Manifesting the Raging Beast.
En octobre 2008, le groupe annonce la sortie d'un troisième album, Meet Us at the Southern Sign. Entretemps, ils publient leur morceau In Every Grief-Stricken Blues sur le site web MetalKult.com, et annonce la date de sortie de leur troisième album pour le 2 juin 2009 en Amérique du Nord. Ils publient trois autres morceaux — There is But One Light, Nox Illuminatio Mea et Meet Us at the Southern Sign — sur leur page Myspace en avril 2009. Après la sortie de Meet Us at the Southern Sign, le groupe est annoncé pour une tournée nord-américaine avec Absu, mais annule sa présence. Entretemps, ils annoncent l'arrivée du batteur Gaël Barthelemy (Balrog, Svart Crown...). En septembre 2009, ils recrutent le bassiste Jay Newman et le batteur Darren Verni (tous les deux du groupe Unearthly Trance).
En mars 2010, le groupe recrute le batteur G, puis publient une bande-annonce et la pochette de leur prochain album. En septembre 2010, ils sont annoncés pour une tournée européenne avec Horned Almighty, The One et Absentia Lunae. En avril 2011, Glorior Belli signe un contrat mondial avec le label américain Metal Blade Records en prévision de leur dernier album The Great Southern Darkness, qui sort le 26 septembre 2011. En 2014, ils jouent au festival belge Graspop Metal Meeting.
Ils signent avec Agonia Records en mai 2013, et sortent trois ans plus tard leur album Sundown: The Flock That Welcomes en 2016. En 2017, le groupe signe avec le label Season of Mist, et sort en 2018 son nouvel album et dernier en date, The Apostates. Depuis, le groupe ne donnera plus signe d'activité.

## Style musical
Au fil des quatre albums studio, le groupe a évolué vers une entité musicale plus sophistiquée, faisant progresser le genre black metal. Avec un mélange de blues, groove, doom lyriste, rétro rock progressif et un peu de distorsion, le groupe a réaffirmé les principes diaboliques du black metal tout en évitant la plupart de ce qui est « abrutissant ». Les paroles et les thèmes utilisés ces dernières années révèlent une inclinaison vers un sens rebelle et développé de la poésie.

## Membres

### Membres actuels
- Julien - chant, guitare (2002–2019)
- Quentin - guitare
- Søren - batterie
- Jacques - batterie

### Anciens membres
- Antares - batterie (2002–2009)
- Nefastvs - guitare (2004–2006)
- Dispater - basse (2005–2007)
- M:A Fog - batterie (2006–2008)
- Alastor - guitariste (2007–2010)
- Gionata Potenti - batterie (2010)
- Hervé - guitare (2010–2011)
- Florian - batterie (2011–2012)
- Julien Granger - batterie (2012)
- Remy C - guitare (2012)

## Discographie

### Albums studio
- 2005 : Ô Laudate Dominvs (Candlelight Records)
- 2007 : Manifesting the Raging Beast (Southern Lord Records)
- 2009 : Meet Us at the Southern Sign (Candlelight Records)
- 2011 : The Great Southern Darkness (Metal Blade Records)
- 2016 : Sundown: The Flock That Welcomes (Agonia Records)
- 2018 : The Apostates (Season of Mist)

### Split
- 2011 : Rites of Spiritual Death - Glorior Belli (feat. Creeping)

### Démo
- 2004 : Evil Archaic Order